# Rhododendron chionanthum
Rhododendron chionanthum är en ljungväxtart som beskrevs av Tagg och Forrest. Rhododendron chionanthum ingår i släktet rododendron, och familjen ljungväxter. Inga underarter finns listade i Catalogue of Life.